# Sobór lyoński II
Sobór lyoński II – XIV sobór powszechny Kościoła katolickiego zwołany przez papieża Grzegorza X do Lyonu, podobnie jak to miało miejsce z poprzednim soborem – soborem lyońskim I – za pontyfikatu Innocentego IV. Obrady rozpoczęły się 7 maja 1274 roku. Przybyło na niego ok. 560 opatów i biskupów. Wśród zaproszonych znaleźli się także święty Bonawentura i święty Tomasz z Akwinu, który nie dotarł na miejsce, gdyż zmarł w drodze do Lyonu.

## Przebieg soboru
Sobór obradował głównie nad problemem ponownego zjednoczenia Kościoła Zachodniego z Wschodnim. Dążył do niego zarówno papież Grzegorz X, jak i cesarz Michał VIII Paleolog. Ten ostatni czynił to jednak jedynie z pobudek czysto politycznych. Karol I Andegaweński, ówczesny władca Sycylii, Neapolu, Andegawenii oraz kilku innych państw i krain, czynił starania zmierzające do odbudowy Imperium Romanum. Naturalnie jednym z kroków zmierzających do urzeczywistnienia tego celu było podporządkowanie sobie Bizancjum, przy czym najlepszym rozwiązaniem dla Karola I było przywrócenie w miejsce Cesarstwa Paleologów Cesarstwa Łacińskiego. Zawarcie unii uchroniłoby więc cesarza Michała Paleologa przed ewentualnym, acz coraz bardziej realnym, atakiem łacinników. Kościół katolicki warunkiem unii uczynił zaakceptowanie formuły filioque („Duch Święty pochodzi odwiecznie od Ojca i od Syna nie jako od dwóch odrębnych początków, ale jako od jednego początku (tamquam ex uno principio)”) oraz uznanie ważności siedmiu sakramentów. Michał Paleolog, reprezentowany w Lyonie przez ekspatriarchę Konstantynopola, zgodził się na te warunki oraz przyjął doktrynę o supremacji Stolicy Apostolskiej. Zawarto w ten sposób trwającą zaledwie siedem lat unię lyońską.
Na soborze ogłoszono nową krucjatę. Na jej potrzeby zarządzono zbiórkę specjalnej dziesięciny w każdej parafii. Nie doczekała się ona jednak wcielenia w życie – odzew był znikomy.

### Nauka soborowa
Sobór, który obradował podczas trzech uroczystych sesji (11, 20 i 30 listopada), zajął się trzema ważnymi dla ówczesnego Kościół kwestiami: rekonkwisty Ziemi Świętej, reformy wewnątrzkościelenej oraz herezjami albigensów, katarów i Joachima z Fiore. Zajęto się problemem nieuznawania przez kler prawosławny rytów sakramentalnych Kościoła łacińskiego. Sobór przypomniał o prymacie Stolicy Piotrowej nad innymi patriarchatami, powołując się na wolę Chrystusa w tej sprawie. Zobowiązano wiernych do corocznej spowiedzi i Komunii wielkanocnej. Spowiednicy zostali ponownie wezwani do zachowywania sekretu spowiedzi świętej. Zakazano potajemnego błogosławienia małżeństw. Potępiono symonię, brak szacunku do relikwii oraz nadużycia w udzielaniu odpustów.

### Zasady konklawe
Niezwykle ważne było także ostateczne przyjęcie i usankcjonowanie zasady konklawe przy wyborze każdego kolejnego papieża. Próbowano ją wprowadzić już na Soborze Laterańskim III zwołanym przez papieża Aleksandra III. Odtąd ostatecznie decyzja miała zapadać na zgromadzeniu kardynałów elektorów, którzy zbierali się po śmierci głowy Kościoła. Wybór miał być dokonywany większością 2/3 głosów, a kandydat nie musiał pochodzić z grona elektorów. Papieżem mógł więc w zasadzie zostać każdy katolik (do XVI wieku na papieża wybierano także osoby świeckie, takie jak Leon X, przed objęciem urzędu były jednak konsekrowane).

## Znaczenie soboru
Sobór, mimo niezrealizowania ogłoszonych na nim uchwał, był niezwykle ważny z punktu widzenia historii i rozwoju Kościoła Rzymskiego. Dał ostateczne wskazówki co do wyboru głowy Kościoła Katolickiego. Zajął się problemami życia konsekrowanego. Sobór starał się także przywrócić jedność z Kościołem prawosławnym, z którym łączność została zerwana ponad 200 lat wcześniej (patrz: unia florencka). Czynił to jednak z pozycji strony silniejszej, więc nie może być on nazwany ekumenicznym w dzisiejszym tego słowa znaczeniu. Wyznaczył on trwały kierunek postępowania Kościoła na następne dekady i stulecia.